# Pterocheilus merpeba
Pterocheilus merpeba är en stekelart som beskrevs av Giordani Soika 1943. Pterocheilus merpeba ingår i släktet palpgetingar, och familjen Eumenidae. Inga underarter finns listade i Catalogue of Life.